# 파카나 칼데라

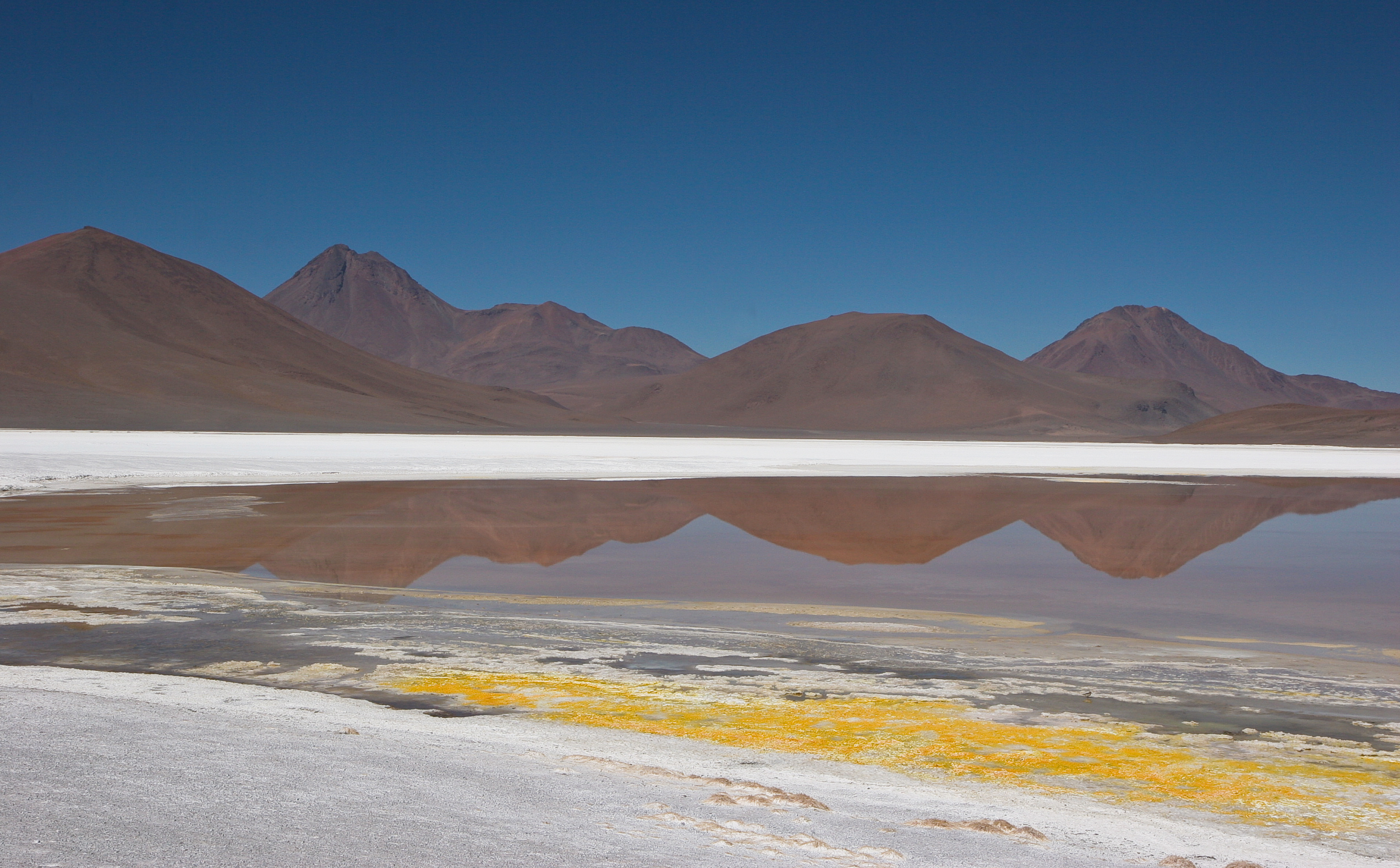

파카나 칼데라(Pacana Caldera)는 칠레의 안토파가스타의 안데스산맥에 있는 초화산 칼데라로, 칠레에서 가장 거대한 칼데라이다. 이곳은 4백만년전에 발생한 초대형 화산 폭발(VEI 8,2,500km3)로 인해 형성되었으며, 라스카르 화산과도 멀지 않다. 그러나 이곳은 지금은 쉬고 있는 칼데라로, 분화했을 때의 흔적이 남아 있다.